# Existentiell psykoterapi
Existentiell psykoterapi, som även betecknas som existentiell terapi, är en form av psykoterapi som grundas i såväl existentialistisk filosofi som i existentiell psykologi. Terapiformen har utövare över hela världen och förekommer särskilt i flera länder i Europa och USA samt i Mexiko och Australien. I Sverige finns ett 30-tal utövare på avancerad nivå (2010) organiserade i Sällskapet för existentiell psykoterapi (SEPT), grundat 2005.
Den existentiella terapin är att se som en variant av de humanistiska terapiformerna, vilka är beforskade och funna evidensgrundade och lika effektiva som andra terapiformer. Särskilt god effekt av humanistiska terapiformer har visats för deprimerade klienter, för klienter utsatta för trauma och utnyttjande, för hälsorelaterade problem, somato-psykiska problem samt äktenskaps- och relationsproblem.

## Perspektiv på psykisk ohälsa
Den existentiella psykoterapin fokuserar människans levda liv och försöker hjälpa klienten förstå hur dennes psykiska lidande är relaterat till sättet att leva och förhålla sig till sin tillvaro och dess utmaningar. Terapin startar ofta i samband med att klienten upplever en kris i sin tillvaro och önskar hjälp att få ett perspektiv på och förhålla sig på ett nytt sätt till en svår situation. Terapeutens roll är dels att empatiskt följa och stödja klienten i dennes detaljerade berättelse om sitt liv, dels att utmana klienten att tolka och förstå sina problem i ljuset av existentiella grundteman. Dessa består i val och väljande, värden, meningsskapande handlingar, frihet och frihetsuppgivanden, samt om hur klienten tar tillvara sina möjligheter med respekt för sina begränsningar och sin sårbarhet. 
Terapin har såväl korta mål (att lindra symtomatiskt lidande och återställa förlorad kraft och funktion) som långa mål (etablera ny hållbarhet och förmåga att leva tåligare och bättre i en ny ʻtidsepokʼ).

## Hållning och metod
Den existentiella psykoterapeutens hållning innebär ett särskilt sätt att se människan och att förhålla sig till hennes strävan efter att leva väl. Den existentiella psykoterapin syftar inte till att bota människor utifrån någon medicinsk modell. Istället för att analysera människan utifrån diagnostiska kategorier eller använda sig av teorier om personlighet eller patologi, föredrar existentiella psykoterapeuter att arbeta utifrån ett fenomenologiskt arbetssätt med en varm, genuin och intresserad psykoterapeutisk hållning. Inom existentiell terapi ses människors bekymmer och lidande ofta som välkomna tecken på att de börjar öppna sig för sin existens och att de försöker ta itu med filosofiska dilemman. I detta lidande kan man finna en startpunkt för arbetet med att forma ett liv som man vill och kan leva.
I terapin uppmuntras klienter att beskriva, klargöra och reflektera över sina livserfarenheter och öka sitt medvetande om sina sätt att se på och förhålla sig till tillvaron: världen, andra och sig själv. Genom kunskap och förståelse kan klienten enligt van Deurzen och Stiwne få ett ökat inflytande över sitt liv och själv finna eller ompröva sin riktning. Tanken är att klienten skall få en förståelse för sina egna förhållningssätt och karakteristiska upplevelsemönster och en insikt om hur hon själv kan förändras genom nya upplevelser och nya val.
Terapins primära fokus är alltså inte att förbättra eller reparera människan, utan syftet är att hon ska se och uppleva sig och sin värld klarare och att finna sin riktning vidare i livet. I den existentiella terapin ses människor i livsvärldens grundläggande dimensioner: den fysiska, den sociala, den personliga och den andliga dimensionen. Undersökningen av klientens livsdimensioner gör hennes liv begripligare och ger möjlighet till mening och riktning. Dessa fyra dimensioner är interrelaterade och vi lever i alla fyra dimensionerna samtidigt. Vi dras ständigt i olika riktningar och strävar till exempel mot att acceptera oss själva samtidigt som vi önskar förändra och förbättra oss. De fyra dimensionernas modell fungerar som en karta som underlättar förståelsen av en människas förhållande till och belägenhet i tillvaron, vad hon befinner sig i och är öppen inför eller avstängd från.
Målet är att livet skall levas och för att göra detta behöver var och en ta reda på vem den är, gripa efter möjligheterna och samtidigt acceptera begränsningarna. Enligt Stiwne låter det enkelt, men är i själva verket mycket svårt. Vi är ofta upptagna med livet mitt i vardagen och tar oss inte tid att reflektera över hur vi lever. Enligt den existentiella synen måste livet skapas och återskapas och ges mening av oss själva. Vi måste bli varse att det goda livet inte finns någon annanstans och kommer att ges till oss på grund av någon specifik anledning. Vi både kan och måste välja hur vi skall leva.
I den existentiella psykoterapin antas relationen mellan klient och psykoterapeut ha en högst central betydelse och många uppfattar att det genuina mänskliga mötet i sig är terapeutiskt verksamt. Terapeuten försöker skapa en öppen och förutsättningslös situation där den unika klientens subjektiva livssituation kan komma till uttryck utan värdering. Det är en kartläggning som inbegriper klientens uppfattningar, antaganden, värdegrunder och centrala livsprioriteringar. Fokus är på hur och vad, inte på varför. Terapeuten ser sig som underlättare av klientens process, inte som expert på hur klienten bör leva eller vara. Stiwne menar att det krävs en särskild attityd och inställning hos terapeuten präglad av acceptans och tålamod, värme, empati och förståelse, som verkligen når fram till klienten. Samtidigt måste terapeuten ha mod att konfrontera klienten med eventuella självbedrägerier, överdriven självömkan eller frånsägande av eget ansvar. Medkänsla, fördomsfrihet och stöd behöver därför kombineras med det som Stiwne kallar en kreativ otålighet. Det existentiella synsättet vill inte låta sig formaliseras och motsätter sig en systematisering av den terapeutiska praktiken till en metod som kan läras ut som en teknik. Utifrån uppfattningen att varje klient, varje psykoterapeut och varje terapirelation är unik, menar man att den existentiella psykoterapin rent av måste skapas på nytt av varje terapeut och med varje ny klient.

## Utbildning
Existentiella terapeuter grundutbildas och fortbildas i Sverige bland annat genom SEPT och vid Linköpings universitet medan full psykoterapeutexamen idag nås genom utbildning vid universitet i England (till exempel New School of Psychotherapy and Counselling (NSPC) och Regents College i London; Middlesex University) eller i annat EU-land. I Sverige har existentiella psykoterapeuter utbildats på legitimationsnivå (psykoterapeutexamen) åren 2004-2009.

## Fotnoter
1. ↑  (Lambert, 2004; Elliott et al, 2004; Stiwne, 2008)
2. ↑  (Watson et al, 2001; King et al, 2000)
3. ↑  (Clarke, 1993; Paivio & Greenberg, 1995)
4. ↑  (Dircks et al, 1982; Sachse, 1995)
5. ↑  (Lantz & Gregoire, 2000; 2003)
6. ↑  (Denton et al 2000; Lantz, 2004; Johnson & Boisvert, 2001)
7. 1 2 3 4  van Deurzen, E. (2003). Vardagens mysterier. Existentiella dimensioner inom psykoterapi. Lund: Studentlitteratur.
8. ↑  Spinelli, E. (2005). The Interpreted World. An Introduction to Phenomenological Psychology. London: Sage Publications Ltd.
9. 1 2  Stiwne, D (red). (2008). Bara detta liv. Texter i existentiell psykologi och terapi. Stockholm: Natur och kultur.
10. 1 2 3 4 5 6 7 8  Stiwne, D (red). (2009). Ompröva livet! Existentiell vägledning och terapi i ny tillämpning. Lund: Studentlitteratur.
11. 1 2 3 4 5 6  van Deurzen, E. (1998) Det existentiella samtalet. Stockholm: Natur och Kultur.
12. ↑  Yalom, I.D. (2004). Terapins gåva. Stockholm: Natur och Kultur.